# Asthenotoma
Asthenotoma é um gênero de gastrópodes pertencente a família Borsoniidae.

## Espécies
- †Asthenotoma angusta Lozouet, 2017
- †Asthenotoma bipunctula (S. V. Wood, 1848)
- †Asthenotoma colus (Dujardin, 1837)
- †Asthenotoma conulus (Grateloup, 1845)
- †Asthenotoma crenulata Gougerot, 1966[2]
- †Asthenotoma falunica Peyrot, 1938
- †Asthenotoma festiva (Hörnes, 1854)
- †Asthenotoma juvenilis Lozouet, 2015
- †Asthenotoma lamothei (Dautzenberg, 1910)
- †Asthenotoma lanceolata Ceulemans, Van Dingenen & Landau, 2018
- †Asthenotoma ligata (Defrance, 1826)
- †Asthenotoma meneghinii (Mayer, 1868)
- †Asthenotoma newtoni de Boury, 1899
- †Asthenotoma ornata (Defrance, 1826)
- †Asthenotoma pannus (Basterot, 1825)
- †Asthenotoma praepannus Lozouet, 2017
- †Asthenotoma pupa (Edwards, 1861)
- Asthenotoma texta (Thiele, 1925) (combinação original: Turris (Hemipleurotoma) texta)
- †Asthenotoma tuberculata (Pusch, 1837)
- †Asthenotoma vulcani Lozouet, 2017

Taxon inquirendum
- Oligotoma sirpata Jousseaume, 1891

Espécies trazidas para a sinonímia
- Subgênero Asthenotoma (Drilliola) Locard, 1897: sinônimo de Drilliola Locard, 1897
- Asthenotoma (Drilliola) emendata (Monterosato, 1872): sinônimo de Drilliola emendata (Monterosato, 1872)
- Asthenotoma cicatrigula Hedley, 1922: sinônimo de Tomopleura cicatrigula (Hedley, 1922)
- Asthenotoma eva (Thiele, 1925): sinônimo de Maoritomella eva (Thiele, 1925)
- †Asthenotoma exbasteroti Peyrot, 1931: sinônimo de †Drilliola basteroti'' (Des Moulins, 1842)
- Asthenotoma komakimonos Otuka, 1935: sinônimo de Pulsarella komakimonos (Otuka, 1935)
- †Asthenotoma obesa Peyrot, 1931: sinônimo de †Drilliola obesa (Peyrot, 1931) (combinação original)
- Asthenotoma spiralis (E. A. Smith, 1872): sinônimo de Tomopleura spiralissima Gofas & Rolán, 2009
- Asthenotoma subtilinea Hedley, 1918: sinônimo de Tomopleura subtilinea (Hedley, 1918)
- †Asthenotoma tricarinata Peyrot, 1931: sinônimo de †Boettgeriola tricarinata (Peyrot, 1931) (combinação original)
- Asthenotoma vertebrata (E. A. Smith, 1875): sinônimo de Tomopleura vertebrata (E. A. Smith, 1875)